# Renodunaal district
Het renodunaal district is een van de plantengeografische of floradistricten in Nederland. Het renodunaal district werd vroeger Duindistrict genoemd.
Het betreft hier het gebied van de kalkrijke Nederlandse duinen tussen Bergen in Noord-Holland en Cadzand in Zeeland. Het ontstaan van het duingebied en de samenstelling van de flora hangen samen met veranderingen in de loop van de rivier de Rijn gedurende de eeuwen. Het floradistrict heet daarom tegenwoordig Rijn-Duindistrict of Renodunaal District. Het district onderscheidt zich van het noordelijker gelegen Waddendistrict (het duingebied van de Waddeneilanden en de kop van Noord-Holland) door het kalkhoudende zand en het voorkomen van typische stroomdalplanten. In het Waddendistrict ontbreken deze plantensoorten en is het duinzand doorgaans zeer kalkarm.